# We'wha (cratère)
We'wha est un cratère d'impact à la surface de Mercure. 
Le cratère a ainsi été nommé par l'Union astronomique internationale le 7 février 2025 en hommage à l'artiste zuñi We'wha (c. 1849-1896).
Son diamètre est de 56 km. Il se situe dans le Quadrangle de Michelangelo (quadrangle H-12) de Mercure.